# 河津秋敏
河津秋敏（かわづ あきとし，1962年11月5日出生）是日本著名游戏设计师、导演、制作人兼编剧。他于1985年加入史克威尔（后为史克威尔艾尼克斯），随后成为初代《最终幻想》及其续作的核心开发者，并主导创建了《沙加》系列。
河津秋敏自高中时代便对游戏产生浓厚兴趣，加入史克威尔后首项工作是担任《公路赛车》的美术设计，随后出任《最终幻想》与《最终幻想II》的战斗系统设计师。除主导开发《沙加》系列几乎所有作品外，他还创立了《最终幻想水晶编年史》子系列，参与《最后的遗迹》等中小型项目，并在多部史克威尔艾尼克斯作品中担任监制职务。
河津秋敏的游戏设计灵感多源自《龙与地下城》和《巫术》等西方角色扮演游戏，他坦言钟爱剑与魔法的世界观设定。其作品以非线性剧情设计和开放式探索为特色，游戏系统往往不主动向玩家提供说明。此外，他常超越职务范畴深度参与每个项目，并坚持在每部新作中尝试创新。

## 生平

### 早期生活
河津秋敏1962年11月5日出生于熊本县阿苏郡小国町。谈及在小国町的成长经历时，他自述是“爱出风头”的类型，不仅渴望成为焦点，甚至敢于直抒己见地与成人辩论。他先后就读于熊本县立高中与东京工业大学理学部。初高中至大学期间，河津对游戏的热情与日俱增：从最初沉迷《太空侵略者》街机，到后来痴迷桌面角色扮演与战争游戏。原本他已获得索尼公司的录用资格，却因个人变故被迫中止学业。
河津的首份游戏相关工作是在友人引荐下，担任软银旗下综合游戏杂志《Beep》的兼职记者。起初撰写产品评测的工作经历，使他深入了解了游戏产业生态。当时虽未闻史克威尔之名，但看到插画师佐藤元为《水晶之龙》绘制的宣传图后，他毅然向这家毫无开发经验的公司递交了申请。尽管被告知招聘截止，他仍获面试机会——先后接受田中弘道与坂口博信的考核，最终于1985年以兼职身份入职。

### 职业
河津在史克威尔（后为史克威尔艾尼克斯）的首项工作是担任《立体赛车》的美术设计。随后坂口博信邀请他参与公司新角色扮演游戏项目《最终幻想》——该项目立项源于艾尼克斯《勇者斗恶龙》验证了RPG的商业潜力。当时河津并未预见这个IP将风靡全球，他负责设计战斗系统。在续作《最终幻想II》中，他再度出任战斗设计师，为突破前作框架创造了饱受争议的“熟练度成长系统”。由于内部争议及外界对该系统的理解障碍，自《最终幻想III》起系列回归了初代的基础系统。
继《俄罗斯方块》在Game Boy平台大获成功后，史克威尔社长宫本雅史曾计划为该掌机制作同类游戏，但开发团队最终打造出平台首款RPG——河津担任导演兼设计师的《魔界塔士 沙加》。该作成为史克威尔首款百万销量游戏。河津随后参与了《沙加2 秘宝传说》的制作，应任天堂要求又主导超级任天堂平台《浪漫沙加》的制作，同期大阪团队未经其参与开发了第三款Game Boy平台作品。此后数年他持续参与超级任天堂及多部PlayStation平台沙加系列开发。
1999年《SaGa 未拓領域2》发售后，河津团队原计划开发正统编号的《最终幻想》系列新作。后因公司内部围绕PlayOnline的争议导致项目中止，团队转而支援《絕命保鑣》开发，并参与多款WonderSwan Color平台游戏制作（含原创作品与移植作）。2002年问世的《无尽沙加》完全基于河津个人审美打造，他凭借公司地位强行推进该项目。这部评价两极化的作品成为系列分水岭，直至2016年《沙加 绯色恩宠》才重启正统续作开发。此期间他还构思了动画《最终幻想：无限》的企划，该作原本与《无尽沙加》存在剧情关联。
2004至2007年间，河津秋敏与和田洋一、松田洋祐共同担任史克威尔艾尼克斯董事会成员。作为其中唯一的游戏开发者，他在卸任后旋即回归开发一线。此期间他同时担任两大项目的执行制作人：其一是以虚构世界伊瓦利斯世界为背景的《伊瓦利斯联盟》系列；其二是通过控股公司The Game Developer Studio创立的最终幻想水晶编年史系列——他亲自担任首作制作人，续作则升任执行制作人。在系列第五作《水晶持有者》中，他更兼任编剧。2005年松野泰己退出后，他接任《最终幻想XII》的执行制作人。此外，他还在沙加系列元老开发的独立RPG《最后的遗迹》中担任核心创意指导，并主导设计了手机生活模拟游戏《新天地》（2009年运营至2018年SE旧移动服务终止）的概念架构。目前他作为沙加系列总制作人，统筹管理包括手游《帝国沙加》（2015）与《浪漫沙加Re:Universe》（2018）在内的衍生项目。

## 设计理念和影响
河津秋敏的游戏设计以突破RPG类型常规著称，其标志性机制包括：基于使用频度的能力成长、非线性叙事结构以及开放世界或类自由探索环境。谈及《沙加》系列时，他阐释自己的设计哲学是“每作必求新变，不断挑战RPG的认知边界”。其作品亦以晦涩机制与超高难度闻名，河津将此归因于对挑战性玩法的挚爱。他的诸多设计理念源自西方游戏，尤其是《龙与地下城》系列、《巫术》电脑游戏及阿瓦隆山公司的桌游产品。《无尽沙加》将这种影响推向极致——直接模拟桌游的机制与呈现方式。该作引发的争议促使他后续转向相对传统的形式，但仍延续其核心玩法哲学。
纵观其职业生涯，无论市场反响如何，河津始终追求游戏设计的原创性，其灵感源泉往往迥异于主流游戏。青年时代他不仅痴迷西方桌游，还因多数作品仅有英文版而亲自翻译。他最钟爱的电子游戏是《创世纪IV：圣者传奇》。在视觉与叙事风格上，他深受年少时热爱的“剑与魔法”奇幻子类型影响。《沙加》系列有意规避了《最终幻想》等作品的典型叙事套路。开发过程中，河津常超越职务范畴深度参与创作——例如《沙加开拓者2》虽仅挂名制作人兼联合编剧，实际完成了几乎所有剧本，但他坚持确保团队成员获得应有署名。

## 作品
| 年份 | 游戏作品                                      | 团队内的职责           | 备注                 |
| ---- | --------------------------------------------- | ---------------------- | -------------------- |
| 1987 | 立體賽車                                      | 美术设计               | [ 6 ]                |
| 1987 | 最终幻想                                      | 游戏设计师             | [ 6 ] [ 7 ]          |
| 1988 | 最终幻想II                                    | 游戏设计师             | [ 6 ]                |
| 1989 | 魔界塔士 沙加                                 | 导演、游戏设计师、剧本 | [ 10 ]               |
| 1990 | 沙加2 秘宝传说                                | 导演、剧本             | [ 37 ]               |
| 1992 | 浪漫沙加                                      | 导演、游戏设计师、剧本 | [ 38 ]               |
| 1993 | 浪漫沙加2                                     | 导演、游戏设计师、剧本 | [ 39 ]               |
| 1995 | 浪漫沙加3                                     | 导演、游戏设计师、剧本 | [ 40 ]               |
| 1997 | SaGa 未拓領域                                 | 导演、制作人、剧本     | [ 9 ] [ 41 ]         |
| 1999 | SaGa 未拓領域2                                | 制作人、剧本           | [ 35 ]               |
| 1999 | 圣剑传说 玛娜传奇                             | 制作人                 | [ 42 ]               |
| 1999 | 横滨极速                                      | 制作人                 | [ 43 ]               |
| 2000 | 工作陆行鸟                                    | 制作人                 | [ 44 ]               |
| 2000 | 絕命保鑣                                      | 戏剧改编               | [ 45 ]               |
| 2001 | Wild Card                                     | 游戏设计师             | [ 46 ]               |
| 2001 | 蓝天之翼                                      | 制作人                 | [ 47 ]               |
| 2002 | 无尽沙加                                      | 导演、制作人           | [ 13 ]               |
| 2003 | 最终幻想水晶编年史                            | 制作人                 | [ 48 ]               |
| 2005 | 編碼時代 指導者                               | 执行制作人             | [ 50 ]               |
| 2006 | 最终幻想XII                                   | 执行制作人             | [ 25 ]               |
| 2006 | 圣剑传说4                                     | 监制                   | [ 51 ]               |
| 2007 | 最终幻想XII 归来之翼                          | 执行制作人             | [ 52 ]               |
| 2007 | 最終幻想水晶編年史 命運之輪                   | 执行制作人、执行总监   | [ 53 ] [ 54 ] [ 55 ] |
| 2007 | 最终幻想战略版 狮子战争                       | 执行制作人             | [ 56 ]               |
| 2007 | 最终幻想战略版A2：封穴的魔法书                | 执行制作人             | [ 20 ]               |
| 2008 | 最後的遺跡                                    | 执行制作人、剧本       | [ 58 ] [ 59 ]        |
| 2008 | 小小国王与约定之国 最终幻想水晶编年史         | 执行制作人             | [ 60 ]               |
| 2009 | 光与暗之公主和征服世界之塔 最终幻想水晶编年史 | 执行联合制作人         | [ 62 ]               |
| 2009 | 最终幻想水晶编年史 时之回声                   | 执行制作人             | [ 63 ]               |
| 2009 | 最终幻想水晶编年史：水晶持有者                | 执行制作人、剧本       | [ 23 ]               |
| 2009 | It's New Frontier                             | 概念设计               | [ 27 ]               |
| 2012 | Emperors SaGa                                 | 监制、剧本             | [ 29 ]               |
| 2015 | 帝国沙加                                      | 执行制作人             | [ 65 ]               |
| 2016 | 沙加 绯色恩宠                                 | 编剧、联合设计师       | [ 16 ]               |
| 2018 | 浪漫沙加：宇宙                                | 执行制作人、概念       | [ 30 ] [ 66 ]        |
| 2024 | 沙加：翠之超越                                | 导演、首席编剧         | [ 67 ]               |